# Bob Balaban
Robert Elmer Balaban (Chicago, 16 agosto 1945) è un attore, regista, produttore cinematografico e scrittore statunitense.

## Biografia
Figlio di Elmer Balaban ed Eleanor Pottasch, proviene da una famiglia di origine ebraica. Suo zio è stato presidente della Paramount Pictures. Inizia ad appassionarsi alla recitazione durante gli anni passati alla Colgate University, dove inizia a calcare i palcoscenici teatrali. Dopo alcune esperienze teatrali a Broadway, debutta al cinema nel 1969 nel film di John Schlesinger, Un uomo da marciapiede, in seguito presta la sua voce di attore caratterista in film come Comma 22.
Nel 1977 partecipa al film di Steven Spielberg Incontri ravvicinati del terzo tipo, dove interpreta il suo ruolo più celebre, quello del cartografo David Laughlin. Da questa esperienza Balaban scrive un libro-diario. In seguito recita nel film di Ken Russell, Stati di allucinazione. Negli anni ottanta prende parte a due episodi della serie TV Miami Vice; e sempre con Don Johnson interpreta il ruolo di un agente di custodia in Dead Bang - A colpo sicuro (Dead Bang), di John Frankenheimer. Ha inoltre partecipato a vari episodi della serie Seinfeld nel ruolo del Presidente della NBC ed in alcuni episodi di Friends, nel ruolo del padre di Phoebe Buffay.
Negli anni novanta inizia una collaborazione con il regista Christopher Guest recitando nei suoi film Sognando Broadway, Campioni di razza e A Mighty Wind - Amici per la musica, diventando suo attore feticcio. Nel corso degli anni ha preso parte ai film Harry a pezzi di Woody Allen, Jakob il bugiardo, Appuntamento a tre, The Mexican - Amore senza la sicura, Ghost World e The Majestic. Nel 2001 collabora con Robert Altman in Gosford Park, nato da una sua idea, di cui è anche interprete e produttore. Negli ultimi anni ha partecipato ai film Truman Capote - A sangue freddo, Lady in the Water, Dedication e Sapori e dissapori.
Alterna la sua attività come attore a quella come regista, nel 1989 ha diretto il film Pranzo misterioso, in seguito ha lavorato per la televisione dirigendo alcuni episodi di serie tv, tra cui uno della serie Oz. Da molti anni collabora con l'attrice Susan Sarandon, di cui è profondamente amico, amicizia nata sul set del film Il prezzo della libertà, infatti dirige l'attrice nel film tv The Exonerated e in Bernard & Doris - Complici amici con Ralph Fiennes.

## Vita privata
Dal 1977 è sposato con la sceneggiatrice Lynn Grossman da cui ha avuto due figlie: Mariah (1977) e Hazel (1987).

## Filmografia

### Attore

#### Cinema
- Un uomo da marciapiede (Midnight Cowboy), regia di John Schlesinger (1969)
- Fragole e sangue (The Strawberry Statement), regia di Stuart Hagmann (1970)
- Comma 22 (Catch-22), regia di Mike Nichols (1970)
- Phil il diritto (Making It), regia di John Erman (1971)
- La rapina più pazza del mondo (Bank Shot), regia di Gower Champion (1974)
- Rapporto al capo della polizia (Report to the Commissioner), regia di Milton Katselas (1975)
- Incontri ravvicinati del terzo tipo (Close Encounters of the Third Kind), regia di Steven Spielberg (1977)
- Stati di allucinazione (Altered States), regia di Ken Russell (1980)
- Il principe della città (Prince of the City), regia di Sidney Lumet (1981)
- Diritto di cronaca (Absence of Malice), regia di Sydney Pollack (1981)
- Di chi è la mia vita? (Whose Life Is It Anyway?), regia di John Badham (1981)
- 2010 - L'anno del contatto (2010), regia di Peter Hyams (1984)
- Fine della linea (End of the Line), regia di Jay Russell (1987)
- Dead Bang - A colpo sicuro (Dead Bang), regia di John Frankenheimer (1989)
- Alice, regia di Woody Allen (1990)
- Il mio piccolo genio (Little Man Tate), regia di Jodie Foster (1991)
- Bob Roberts, regia di Tim Robbins (1992)
- Amore con interessi (For Love or Money), regia di Barry Sonnenfeld (1993)
- Caro zio Joe (Greedy), regia di Jonathan Lynn (1994)
- Scappo dalla città 2 (City Slickers II: The Legend of Curly's Gold), regia di Paul Weiland (1994)
- Gespräch mit dem Biest (Conversation with the Beast), regia di Armin Mueller-Stahl (1996)
- L'eroe del cielo (Pie in the Sky), regia di Bryan Gordon (1996)
- Sognando Broadway (Waiting for Guffman), regia di Christopher Guest (1996)
- Clockwatchers - Impiegate a tempo determinato (Clockwatchers), regia di Jill Sprecher (1997)
- Harry a pezzi (Deconstructing Harry), regia di Woody Allen (1997)
- Giving Up the Ghost (1999)
- Il prezzo della libertà (Cradle Will Rock), regia di Tim Robbins (1999)
- Jakob il bugiardo (Jakob the Liar), regia di Peter Kassovitz (1999)
- Appuntamento a tre (Three to Tango), regia di Damon Santostefano (1999)
- Campioni di razza (Best in Show), regia di Christopher Guest (2000)
- The Mexican - Amore senza la sicura (The Mexican), regia di Gore Verbinski (2001)
- Ghost World, regia di Terry Zwigoff (2001)
- Gosford Park, regia di Robert Altman (2001)
- The Majestic, regia di Frank Darabont (2001)
- Lo smoking (The Tuxedo), regia di Kevin Donovan (2002)
- A Mighty Wind, regia di Christopher Guest (2003)
- Marie e Bruce - Finché divorzio non vi separi (Marie and Bruce), regia di Tom Cairns (2004)
- Truman Capote - A sangue freddo (Capote), regia di Bennett Miller (2005)
- Uomini & donne (Trust the Man), regia di Bart Freundlich (2006)
- Lady in the Water, regia di M. Night Shyamalan (2006)
- For Your Consideration, regia di Christopher Guest (2006)
- Dedication, regia di Justin Theroux (2007)
- Sapori e dissapori (No Reservations), regia di Scott Hicks 2007)
- Urlo (Howl), regia di Rob Epstein e Jeffrey Friedman (2010)
- F--K, regia di R.E. Rodgers – cortometraggio (2010)
- Thin Ice - Tre uomini e una truffa (Thin Ice), regia di Jill Sprecher (2011)
- Imogene - Le disavventure di una newyorkese (Girl Most Likely), regia di Shari Springer Berman e Robert Pulcini (2012)
- Muhammad Ali's Greatest Fight, regia di Stephen Frears (2013)
- Gigolò per caso (Fading Gigolo), regia di John Turturro (2013)
- Monuments Men (The Monuments Men), regia di George Clooney (2014)
- Grand Budapest Hotel (The Grand Budapest Hotel), regia di Wes Anderson (2014)
- Sono la bella creatura che vive in questa casa (I Am the Pretty Thing That Lives in the House), regia di Oz Perkins (2016)
- The French Dispatch of the Liberty, Kansas Evening Sun, regia di Wes Anderson (2021)
- 80 voglia di Brady (80 for Brady), regia di Kyle Marvin (2023)
- Asteroid City, regia di Wes Anderson (2023)

#### Televisione
- Miami Vice – serie TV, episodi 2x10-3x02 (1985-1986)
- Storie incredibili (Amazing Stories) – serie TV, episodio 2x17 (1987)
- Seinfeld – serie TV, 5 episodi (1992-1993)
- Friends – serie TV, episodio 5x13 (1999)
- West Wing - Tutti gli uomini del Presidente (The West Wing) – serie TV, episodio 1x16 (2000)
- Recount, regia di Jay Roach – film TV (2008)
- Show Me a Hero – miniserie TV, 4 puntate (2015)
- Wormwood – miniserie TV, 4 puntate (2017)
- Condor – serie TV, 18 episodi (2018-2020)
- The Politician — serie TV, 8 puntate (2019)
- La direttrice (The Chair) – serie TV, 6 episodi (2021)

### Regista
- Pranzo misterioso (Parents) (1989)
- Fantasma per amore (My Boyfriend's Back) (1993)
- The Last Good Time (1994)
- Subway Stories - Cronache metropolitane (Subway Stories) (1997)
- The Exonerated – film TV (2005)
- Bernard & Doris - Complici amici (Bernard and Doris) (2007)
- Georgia O'Keeffe – film TV (2009)
- Fishkill – film TV (2016)

### Doppiatore
- Moonrise Kingdom - Una fuga d'amore (Moonrise Kingdom), regia di Wes Anderson (2012)
- L'isola dei cani (Isle of Dogs), regia di Wes Anderson (2018)
- I Simpson (The Simpsons) – serie animata, episodio 32x11 (2021)

### Produttore
- Copia originale (Can You Ever Forgive Me?), regia di Marielle Heller (2018)

## Doppiatori italiani
Nelle versioni in italiano delle opere in cui ha recitato, Bob Balaban è stato doppiato da:
- Mino Caprio in A Mighty Wind - Amici per la musica, Licenza di matrimonio, Thin Ice - Tre uomini e una truffa, Imogene - Le disavventure di una newyorkese, Monuments Men, Show Me a Hero, Condor, Wormwood, La direttrice
- Oliviero Dinelli in Storie incredibili, Recount, The Good Wife, Web Theraphy
- Antonio Sanna in Seinfeld, Amore con interessi, Scappo dalla città 2, Voglio la luna
- Giorgio Lopez in Giving Up the Ghost, Gosford Park, Truman Capote - A sangue freddo
- Angelo Nicotra in Jakob il bugiardo, Il prezzo della libertà
- Vittorio Stagni in Un uomo da marciapiede, Dead bang - A colpo sicuro
- Rodolfo Traversa ne Il principe della città, Miami Vice
- Francesco Vairano in Harry a pezzi, 80 voglia di Brady
- Alberto Caneva in Grand Budapest Hotel, The French Dispatch of the Liberty, Kansas Evening Sun
- Carlo Valli: Amos & Andrew, Muhammad Ali's Greatest Fight
- Gianni Marzocchi in Incontri ravvicinati del terzo tipo
- Cesare Barbetti in Ai confini della giustizia
- Luca Dal Fabbro in Bob Roberts
- Massimiliano Virgilii in Caro Zio Joe
- Piero Tiberi in Diritto di cronaca
- Ennio Coltorti in The Majestic
- Claudio Fattoretto in Friends
- Claudio Sorrentino in The Mexican - Amore senza sicura
- Luca Biagini in Lady in the Water
- Alberto Angrisano in Marie e Bruce
- Mauro Gravina in 2010 - L'anno del contatto
- Gaetano Varcasia in Appuntamento a tre
- Vladimiro Conti in Entourage
- Ambrogio Colombo in Urlo
- Marco Mete in Gigolò per caso
- Luciano Roffi in Mascots
- Sergio Luzi in Sono la bella creatura che vive in questa casa
- Stefano Oppedisano in Spielberg[1]
- Alberto Bognanni in The Politician
- Guido Sagliocca in Asteroid City
- Vittorio De Angelis in Incontri ravvicinati del terzo tipo (ridoppiaggio)

Da doppiatore è sostituito da:
- Mino Caprio in L'isola dei cani, I Simpson
- Angelo Nicotra in Moonrise Kingdom - Una fuga d'amore